# Пелейське виверження

Пелейське виверження або пелейський тип виверження — тип вулканічного виверження, що характеризується дуже в'язкою лавою кислого складу, яка застигає до виходу із жерла і утворює пробку, яка витискається над куполом у вигляді монолітного обеліска. Наприклад, на вулкані Монтань-Пеле (звідси походить назва) на о. Мартиніка вулканічний обеліск має висоту 375 м і діаметр 100 м. Гази, що накопичуються в каналі вулкана, часом вибухо-подібно вириваються, утворюючи розпечену хмару.